# Begierde
Begierde (selten auch Begier) ist ein zwischen unwillkürlichem Streben und bewusstem Willen liegendes Trieberlebnis.

## Etymologie
Das Wort „Begierde“ ist ein vom Adjektiv „gierig“ abgeleitetes Abstraktum (Adjektivabstraktum). Das Substantiv „Gier“ stammt aus der indogermanischen Wurzel *ghi; das alte Adjektiv ger – noch enthalten im Wort begehren – ist verdrängt durch gierig, althochdeutsch girig. Erhalten geblieben ist auch das schwache Zeitwort gieren im Sinne von „gierig verlangen“.

## Begriffsinhalte
Begierde (oft gleichgesetzt dem Begehren) bezeichnet den seelischen Antrieb zur Behebung eines subjektiven Mangelerlebens mit einem damit verbundenen Aneignungswunsch eines Gegenstandes oder Zustandes, welcher geeignet erscheint, diesen Mangel zu beheben.
Richtungsgebend für den seelischen Antrieb sind beim Begehren mehr die damit verbundenen geistigen Faktoren (Emotionen, Phantasie, Wünsche oder Ausgleich der dazugehörigen Bedürfnisse), bei der Begierde dagegen mehr die körperlichen (Triebe, Schmerz, Sucht, Hunger, Durst, Libido oder Ausgleich der dazugehörigen Bedürfnisse).
Die Bezeichnung Begierde wird in Sprache, Dichtung und Literatur häufig eingeengt auf die Sexualität verwendet, während Begehren – unter anderem durch die Begriffsprägung Jacques Lacans (désir) – vor allem in den Wortschatz der Wissenschaft wie der Psychoanalyse und der feministischen Philosophie (etwa Judith Butler) Eingang gefunden hat.
Gabriel Tarde hat das Begehren zu einem Ausgangspunkt soziologischer Theorie genutzt.
Viele Religionen und philosophische Strömungen propagieren, dass das Nichtverfolgen von Begierden zum Glück führt, darunter viele Philosophien aus Ostasien (etwa der Zen-Buddhismus) und dem antiken Griechenland (etwa Kynismus und Stoa). Askese und „einfaches Leben“ sind Lebensstile, für die dieses Prinzip zentral ist.

## Begierde und Bedürfnis: Psychologische Perspektive

### Unterschied zwischen Begierde und Bedürfnis
Begierde und Bedürfnis sind zwei unterschiedliche Konzepte, die oft verwechselt werden. Ein Bedürfnis ist ein Mangelzustand, der das Verlangen nach dessen Beseitigung auslöst. Bedürfnisse können körperlicher Natur sein, wie Hunger oder Durst, oder sozialer Natur, wie das Bedürfnis nach Zugehörigkeit.
Begierde hingegen ist ein intensiver Wunsch oder Drang, der über das bloße Bedürfnis hinausgeht. Sie ist oft mit starken Emotionen und körperlichen Trieben verbunden. Während Bedürfnisse grundlegende Anforderungen des Lebens darstellen, ist Begierde oft durch spezifische Objekte oder Zustände geprägt, die als besonders begehrenswert empfunden werden.

### Psychologische Perspektive
Aus psychologischer Sicht sind Bedürfnisse grundlegende Treiber des menschlichen Verhaltens. Sie sind oft biologisch verankert und notwendig für das Überleben. Begierden hingegen sind stärker von individuellen Erfahrungen und kulturellen Einflüssen geprägt. Sie können als Ausdruck tieferliegender psychologischer Motive verstanden werden, die über das bloße Überleben hinausgehen.
Die Unterscheidung zwischen Begierde und Bedürfnis ist wichtig, um menschliches Verhalten und Motivation besser zu verstehen. Während Bedürfnisse oft als notwendige Voraussetzungen für das Wohlbefinden betrachtet werden, können Begierden sowohl positive als auch negative Auswirkungen auf das Verhalten und die psychische Gesundheit haben.